# Confine tra Ciad e Libia
Il confine tra il Ciad e la Libia ha una lunghezza di 1050 km e parte dalla triplice frontiera con il Niger a ovest, alla triplice frontiera con il Sudan a est.

## Descrizione
Il confine è costituito da due segmenti rettilinei. Il primo è una continuazione del confine tra Libia e Niger; questa sezione prosegue in linea retta dal triplice confine per circa 113 km fino al Tropico del Cancro. Il confine poi vira a sud-est, per 942 km fino al triplice confine con il Sudan. Il confine si trova interamente all'interno del deserto del Sahara, attraversando parte della catena montuosa del Tibesti, nell'estremo ovest. La remota montagna Bikku Bitti si trova molto vicino al confine sul lato libico.

## Storia
L'Impero ottomano aveva governato dal XVI secolo le aree costiere di ciò che è oggi la Libia, organizzato nel Vilayet della Tripolitania, con un confine non ben definito a sud. Il confine dell'attuale Ciad emerse per la prima volta durante la Spartizione dell'Africa, nel tardo XIX secolo, in un periodo di intensa competizione tra le potenze europee per il controllo dei territori in Africa. Il processo culminò nella Conferenza di Berlino del 1884, in cui le nazioni europee interessate concordarono sulle rispettive rivendicazioni territoriali e sulle regole per gli impegni futuri. Come risultato di ciò, la Francia ottenne il controllo della valle superiore del fiume Niger (più o meno equivalente alle aree del moderno Mali e Niger), e anche le terre esplorate da Pierre Savorgnan de Brazzà per la Francia in Africa centrale (più o meno equivalenti al moderno Gabon e Congo-Brazzaville). Da queste basi i francesi esplorarono ulteriormente l'interno, collegando infine le due aree in seguito alle spedizioni dell'aprile 1900 che si unirono a Kousséri nell'estremo nord del moderno Camerun. Queste regioni appena conquistate furono inizialmente governate come territori militari, con le due aree successivamente organizzate nelle colonie federali dell'Africa Occidentale Francese (Afrique occidentale française, abbreviato AOF) e dell'Africa Equatoriale Francese (Afrique équatoriale française, AEF).

### Accordo franco-britannico del 1899

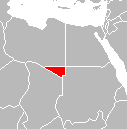
Il Triangolo di Sarra, evidenziato in rosso.

La Gran Bretagna e la Francia concordarono il 21 marzo 1899 che a est del fiume Niger, l'influenza francese non si sarebbe estesa più a nord di quella di una linea diagonale che va dall'intersezione del Tropico del Cancro e il 16º meridiano est al 24º meridiano est, creando così il lungo tratto di linea del moderno confine tra Ciad e Libia.
Gli ottomani protestarono contro questo trattato e iniziarono a spostare le truppe nelle regioni meridionali del Vilayet della Tripolitania. L'Italia nel frattempo cercò di emulare l'espansione coloniale delle altre potenze europee, che riconobbero la suddetta linea alla Francia il 1º novembre 1902. Nel settembre 1911 l'Italia invase la Tripolitania e l'anno successivo fu firmato il Trattato di Ouchy con il quale gli ottomani cedettero formalmente la sovranità dell'area all'Italia. Gli italiani riorganizzarono le regioni appena conquistate nelle colonie della Cirenaica italiana e della Tripolitania italiana e iniziarono gradualmente a spingersi più a sud. Nel 1934 unirono i due territori nella Libia italiana. Intanto, Gran Bretagna e Francia stabilirono il confine tra l'AEF e il Sudan anglo-egiziano (il Sudan moderno) nel 1923-24, creando così il moderno confine tra Ciad e Sudan. Nel 1934 Gran Bretagna e Italia confermarono il confine tra la Libia italiana e il Sudan anglo-egiziano, con il quale la Gran Bretagna cedette anche il Triangolo di Sarra all'Italia, estendendo il territorio libico a sud-ovest e formando così il moderno confine Libia-Sudan e gran parte del moderno confine Ciad-Libia.

### Striscia di Aozou
Il 18 marzo 1931 la Francia trasferì i Monti Tibesti dal Niger (AOF) al Ciad (AEF), completando così l'attuale confine tra Ciad e Libia. Il 7 gennaio 1935 Francia e Italia firmarono un trattato che spostava il confine verso sud; l'area tra i due confini divenne nota come Striscia di Aozou. L'accordo, tuttavia, non fu mai ratificato formalmente da entrambe le parti. Durante la campagna nordafricana della seconda guerra mondiale l'Italia fu sconfitta e le sue colonie africane furono occupate dalle potenze alleate, con la Libia divisa in zone di occupazione britannica e francese. La Libia ottenne successivamente la piena indipendenza il 2 dicembre 1951.
Il 1º agosto 1955 fu firmato un trattato franco-libico che riconosceva il confine esistente e confermava la proprietà francese della Striscia di Aouzou. Successivamente il Ciad ottenne l'indipendenza dalla Francia l'11 agosto 1960 e il confine divenne una frontiera internazionale tra due stati indipendenti. 

La striscia Aozou mostrata in rosso

### Confine libico
Nel 1969 Muammar Gheddafi prese il potere in Libia e riaccese la rivendicazione libica sulla Striscia di Aozou, rafforzato dalla possibilità che l'area potesse essere ricca di uranio. Gheddafi iniziò anche a interferire negli affari interni del Ciad, sostenendo attivamente le forze antigovernative del FROLINAT nella prima guerra civile in Ciad spostando le truppe nel Ciad settentrionale. Con il deteriorarsi delle relazioni tra i due stati, si tennero varie discussioni segrete; Gheddafi affermò che nell'ambito di tali discussioni, il presidente ciadiano François Tombalbaye aveva ceduto la Striscia alla Libia nel 1972, anche se la cessione dichiarata venne contestata e i dettagli precisi rimangono poco chiari. Nel 1975 il presidente ciadiano Goukouni Oueddei denunciò pubblicamente la presenza della Libia nella Striscia. Seguì il conflitto libico-ciadiano che durò fino al 1987 e, successivamente, due paesi decisero di risolvere pacificamente la controversia sul confine. Nel 1990 il caso sulla Striscia di Aozou fu deferito alla Corte internazionale di giustizia che stabilì nel 1994 che la Striscia apparteneva al Ciad.
Da allora la situazione su questo remoto confine si è notevolmente calmata. Tuttavia, negli ultimi anni il confine è stato al centro di una rinnovata attenzione a causa della continua instabilità in Libia dal rovesciamento di Gheddafi nel 2011, dall'aumento del numero di rifugiati e migranti che attraversano il Sahara, e anche dalla scoperta di oro nel Ciad nord-occidentale tra la fine degli anni 2000 e l'inizio degli anni 2010 che ha provocato una corsa all'oro incontrollata.
Nel marzo 2019 il presidente ciadiano Idriss Déby ha annunciato che il confine sarebbe stato chiuso, citando l'attraversamento della frontiera da parte di gruppi ribelli antigovernativi con sede in Libia nel territorio ciadiano (in particolare il Consiglio del comando militare per la salvezza della Repubblica, in francese Conseil de commandement militaire pour le salut de la République, abbreviato CCMSR) e la continua instabilità causata dalla guerra civile in Libia. Nell'ambito dell'operazione Barkhane la Francia ha fornito assistenza all'esercito ciadiano con la protezione del confine, compreso il lancio di attacchi aerei contro i ribelli antigovernativi.